# Macrocera hudsoni
Macrocera hudsoni är en tvåvingeart som beskrevs av Tonnoir 1927. Macrocera hudsoni ingår i släktet Macrocera och familjen platthornsmyggor. Inga underarter finns listade i Catalogue of Life.